# John Hill (spelkonstruktör)
John Evans Hill, född 21 februari 1945 i Chicago, Illinois, USA, död den 12 januari 2015 på Christus St. Vincent Hospital i Santa Fe, New Mexico, USA, var en amerikansk speldesigner,. 
Hills far John T. Hill stupade i andra världskriget innan Hills födelse. Han växte upp i Elmhurst, Illinois tillsammans med sin mor och sin styvfar. Inom konfliktspelshobbyn är Hill främst känd för sitt spel Squad Leader (1977) för vilket han blev nominerad till Wargame Hall of Fame och fick Charles S. Roberts-priset 1979. Hill arbetade även som underrättelseanalytiker för amerikanska staten. Han avled i januari 2015 av hjärtproblem.